# Cantó de Monastièr de Clarmont
El cantó de Monastièr de Clarmont  és un cantó francès del departament de la Isèra, situat al districte de Grenoble. Té 12 municipis i el cap és Monastièr de Clarmont.

## Municipis
- Avinhonet
- Château-Bernard
- Saint-Martin-de-la-Cluze
- Gresse-en-Vercors
- Miribel-Lanchâtre
- Monastièr de Clarmont
- Roissard
- Saint-Andéol
- Saint-Guillaume
- Saint-Paul-lès-Monestier
- Sinard
- Treffort

## Història
| Data d'elecció                           | Identitat          | Partit                               | Qualitat |
| ---------------------------------------- | ------------------ | ------------------------------------ | -------- |
| 1949-196.                                | Marcel Cuynat      | radical                              |          |
| 196.-1973                                | Bernard Deconinck  | Divers gauche, després Divers droite |          |
| 1973-1995                                | Maurice Puissat    | Divers gauche, després Divers droite |          |
| 1995-2011                                | Roger Pellat-Finet | Divers droite                        |          |
| 2011-                                    | Frédérique Puissat | UMP                                  |          |
| les dades anteriors no són pas conegudes |                    |                                      |          |
|                                          |                    |                                      |          |

## Demografia
| 1962  | 1968  | 1975  | 1982  | 1990  | 1999  | 2007  |
| ----- | ----- | ----- | ----- | ----- | ----- | ----- |
| 1.049 | 2.320 | 2.217 | 2.625 | 3.417 | 3.908 | 4.683 |